# 穗枝赤齿藓
穗枝赤齿藓（学名：Erythrodontium julaceum）为绢藓科赤齿藓属下的一个种。